# Sangihe Besar Island
Sangihe Besar Island (engelska: Sangiru Island, indonesiska: Pulau Sangir, Pulau Sangihe, Pulau Sangihe Besar) är en ö i Indonesien.   Den ligger i provinsen Sulawesi Utara, i den nordöstra delen av landet, 2 300 km nordost om huvudstaden Jakarta. Arean är 552 kvadratkilometer.
Terrängen på Sangihe Besar Island är kuperad. Öns högsta punkt är 1 325 meter över havet. Den sträcker sig 44,3 kilometer i nord-sydlig riktning, och 31,1 kilometer i öst-västlig riktning.